# Alberto Ortiz Moreno
Alberto Ortiz Moreno, meglio noto come Tito (Santa Coloma de Gramenet, 24 maggio 1985), è un ex calciatore spagnolo, di ruolo centrocampista.

## Palmarès

### Club

#### Competizioni nazionali
- Segunda División B: 1

Llagostera: 2013-2014